# Giuseppe Carboni (latinista)

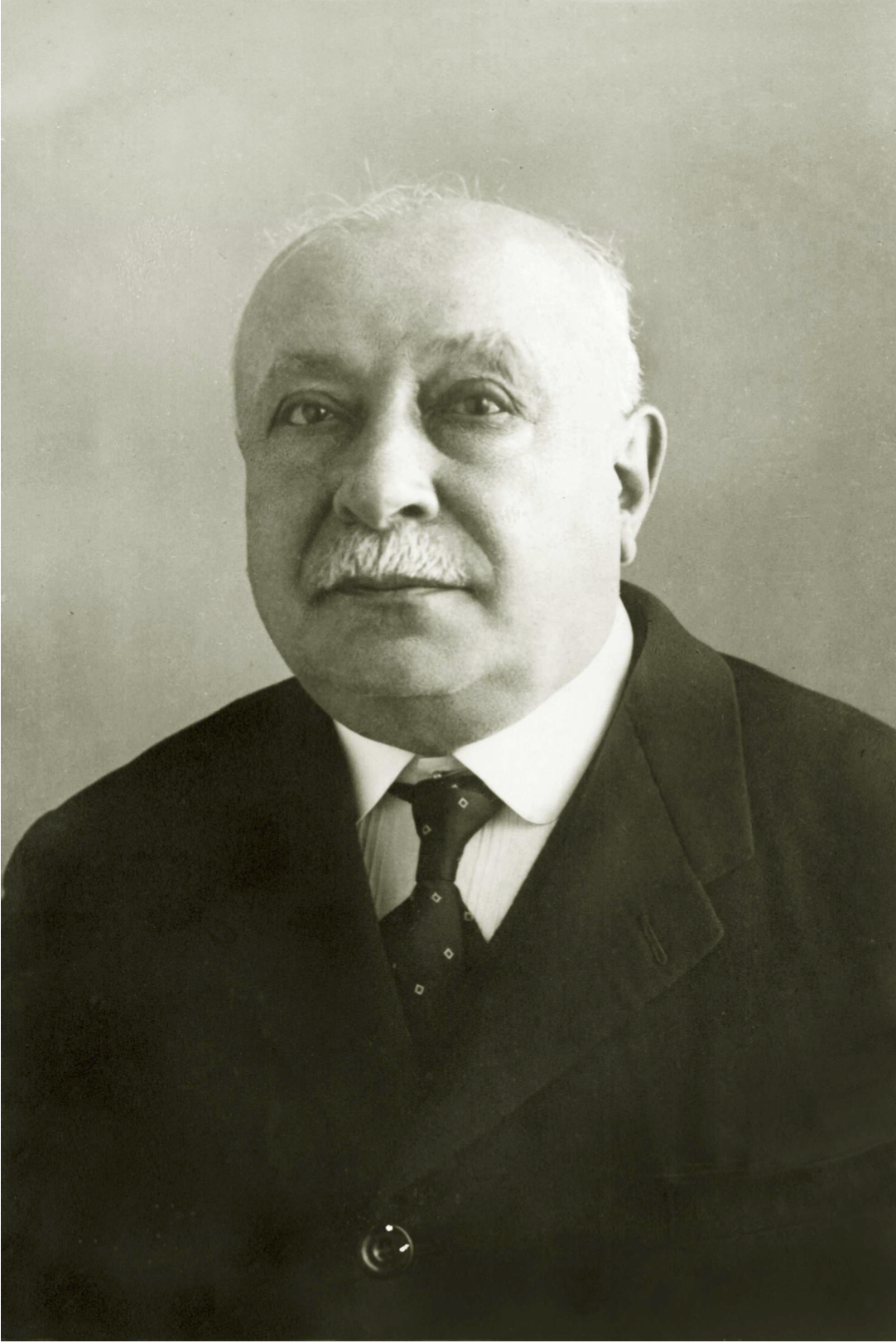
Giuseppe Carboni

Giuseppe Carboni (Ortezzano, 5 agosto 1856 – Roma, 6 luglio 1929) è stato un latinista italiano.

## Biografia
Giuseppe Carboni nacque nel 1856 a Ortezzano. Imparato il latino da autodidatta, divenne professore di lettere per meriti speciali al ginnasio di Fermo e poi al Visconti, al Tasso e al Mamiani di Roma.
A Roma incontrò il collega Giuseppe Campanini, con cui iniziò il progetto di un dizionario di latino che sarebbe stato pubblicato da Paravia per la prima volta nel 1911 e tuttora stampato e conosciuto come Campanini Carboni. Morì a Roma nel 1929, all'età di 73 anni, lasciando incompiuto un dizionario etimologico del latino, a cui lavorava da dodici anni.
A partire dal 2002, il comune natale di Ortezzano organizza in suo onore il Certamen Giuseppe Carboni un concorso, internazionale dal 2011, di traduzione dal latino per giovani studenti.
Sempre ad Ortezzano, nel 2012, è stata inaugurata in alcuni locali del Palazzo Comunale una biblioteca pubblica a lui dedicata.